# Équipe cycliste Toshiba-Santo-Herbalife
L'équipe cycliste Toshiba-Santo-Herbalife est une équipe cycliste américaine participant aux circuits continentaux de cyclisme et en particulier l'UCI America Tour.
À la fin l'année 2008, l'équipe est dissoute.

## Saison 2008

### Effectif
| Coureur             | Date de naissance | Nationalité | Équipe 2007                                     |
| ------------------- | ----------------- | ----------- | ----------------------------------------------- |
| Carlos Alzate       | 23.03.1983        | Colombie    | Colombia es Pasion                              |
| Claudio Arone       | 29.06.1980        | Argentine   | Libre                                           |
| Winston David       | 11.10.1987        | États-Unis  |                                                 |
| Jhon Durango        | 18.10.1977        | Colombie    | Néo-pro                                         |
| Yasvany Falcon      | 24.06.1979        | Cuba        |                                                 |
| Alex Hagman         | 15.12.1983        | États-Unis  |                                                 |
| Mark Hekman         | 16.04.1978        | États-Unis  | Abarcombie Fitch                                |
| Eric Keim           | 04.12.1980        | États-Unis  |                                                 |
| Tommy Nankervis     | 21.01.1983        | Australie   | Jittery Joe's                                   |
| Keith Norris        | 25.07.1985        | États-Unis  |                                                 |
| John Fredy Parra    | 09.11.1974        | Colombie    | Tecos de la Universidad Autónoma de Guadalajara |
| Predrag Prokić      | 11.02.1982        | Serbie      |                                                 |
| Robert Sweeting     | 05.06.1987        | États-Unis  |                                                 |
| Andrew Talansky     | 23.11.1988        | États-Unis  | Néo-pro                                         |
| Frank Travieso      | 21.03.1980        | Cuba        |                                                 |
| Daniel Vaillancourt | 10.04.1982        | États-Unis  | Colavita-Sutter Home-Cooking Light              |

### Victoires
Victoires sur les Circuits Continentaux
| Date       | Course                                            | Pays                   | Classe | Vainqueur    |
| ---------- | ------------------------------------------------- | ---------------------- | ------ | ------------ |
| 26/02/2008 | 4e étape de la Vuelta a la Independencia Nacional | République dominicaine |        | Keith Norris |

Championnats nationaux
| Date       | Course                          | Pays   | Classe | Vainqueur      |
| ---------- | ------------------------------- | ------ | ------ | -------------- |
| 29/06/2008 | Championnat de Serbie sur route | Serbie |        | Predrag Prokic |